# 大眼骨圓盤魚
大眼骨圓盤魚，為輻鰭魚綱鮋形目杜父魚亞目獅子魚科的其中一種，分布於東北太平洋區，從加拿大卑詩省至美國奧勒岡州海域，棲息深度1900-3000公尺，體長可達7.4公分，為深海底棲性魚類，屬肉食性，生活習性不明。

## 擴展閱讀
維基物種上的相關：大眼骨圓盤魚